# 2

「二」の筆順

2（二、弐、貳、貮、に、じ、ふた、ふたつ）は、自然数または整数において、1 の次で 3 の前の数である。
英語では、基数詞でtwo、序数詞では2nd、second となる。
ラテン語では duo（ドゥオ）。

## 性質
- 2 は最小の素数。次の素数は 3。
  - 偶数では唯一の素数である。
  - 約数の和は3。
    - 約数の和が奇数になる2番目の数である。1つ前は1、次は4。
    - 約数の和が素数になる最小の数である。次は4。
      - 約数の和が素数になる数は2を除いて全て平方数である。

  - 約数を2個もつ最小の数である。次は3。
    - 2番目の高度合成数である。1つ前は1、次は4。
      - 素数では唯一の高度合成数である。
      - 高度合成数のうち不足数であるのは2と4のみ。

  - 約数の和と元の数との積が完全数になる最小の数である。次は4。(オンライン整数列大辞典の数列 A019279)
- 2番目の高度トーシェント数。1つ前は1、次は4。
- 2 の倍数を偶数といい、偶数は「半分にしても整数である」性質を持つ。
- 2の冪乗の基数で、21。次は4。
  - 2の累乗数の一の位は、2, 4, 8, 6, 2, …（下線部は循環節）となる。
- 3番目のフィボナッチ数である。1つ前は1、次は 3。
  - フィボナッチ数のうち矩形数でもある数は 2 のみである。
- 3番目のトリボナッチ数かつテトラナッチ数でもある。1つ前は1、次は4。
- 2 = 2 + 0 × ω  (ωは1の虚立方根{\displaystyle {\Bigl (}={\frac {-1+{\sqrt {3}}i}{2}}{\Bigr )}})
  - a + 0 × ω (a > 0) で表される最小のアイゼンシュタイン素数である。次は5。
- 2 = 1 + 1
  - 2 = 14 + 1
    - n4 + 1 で表される最小の素数である。次は17。

  - 2 = 12 + 1
    - n2 + 1 で表される最小の素数である。次は5。

  - 2 = 11 + 1
    - nn + 1 の形で表せる最小の素数である。次は5。

  - 2 = 13 +  13
    - n 通りの2つの立方和で表せる最小の数を表すタクシー数である。次は1729。

  - 2 = 20 × 30 + 1
    - 最小のピアポント素数である。次は3。(オンライン整数列大辞典の数列 A005109)
- 2 = 1 × 2
  - 最小の矩形数である。次は6。
    - 2 = 12 + 11 = 22 − 21

  - 2番目の階乗数 2! である。1つ前は1、次は6。
- 2番目のベル数である。1つ前は1、次は5。
- 2番目のカタラン数である。1つ前は1、次は5。
- 最小のソフィー・ジェルマン素数。次は3。
- 2番目のレピュニット R2 = 11 は素数となる最初のレピュニットである。次に素数となるのは R19。
- 2! + 1 = 3 となり、n! + 1 の形で素数になる2番目の数である。1つ前は1。次は3。
- 22 + 1 = 5 となり、n2 + 1 の形で素数を生む2番目の数である。1つ前は1、次は4。
- 22 − 1 = 3 となり、n2 − 1 の形で素数を生む唯一の数である。
- 三角数の2倍の矩形数には含まれるが、多角数ではない。
- コンピュータの演算には二進法が使われる。これは、「0 と 1」(色で言えば「白と黒」) の2系統だけを用いることに因む。
- 線(直線・曲線共に)は、2個の点で初めて形成される。
  - 1本の直線だけの角度は180°となる。(360 ÷ 2 = 180)
- 1/2 ＝ 0.5
  - 自然数の逆数が小数点以下1桁の有限小数になるのは、十進法では他に 1/5 = 0.2 , 1/10 = 0.1 のみ。
  - 逆数が有限小数になる最小の数である。次は4。(オンライン整数列大辞典の数列 A003592)
  - 三進法では、十進法との関係はなく、三(10)は2で割り切れない。10÷2=1.111…とどこまでも続く（下線部は循環節）。
- 任意の数値 x について次の式が当てはまる。

x + x = 2x
x × x = x2
- 完全数の正の約数（自身含む）の逆数の和は 2 となる。
- √2 = 1.4142135623730950488016887242097... は日本語の語呂合わせで
ひとよひとよにひとみごろにみなさんおくこまるし… といった覚え方が存在する。
- √2 ≒ 239/169 = 1.414201... これは 2392 = 2 × 1692 − 1 の −1 の項を無視して変形したもの。
- {\displaystyle {\sqrt {2}}-1={\frac {1}{{\sqrt {2}}+1}}} となる。逆に {\displaystyle {\sqrt {2}}+1={\frac {1}{{\sqrt {2}}-1}}} ともなる。
- リュカは、リュカ数において {\displaystyle L_{n}}の n の指数が0の場合、値は2とした。
- 九九では 1 の段で 1 × 2 = 2（いんにがに）、2 の段で 2 × 1 = 2（にいちがに）と2通りの表し方がある。九九で2通りの表し方がある整数のうち最小の数である。
- 各位の和が2となるハーシャッド数は100までに2個、1000までに4個、10000までに7個ある。
- 2番目のハーシャッド数である。1つ前は1、次は3。
  - 2を基とする最小のハーシャッド数である。次は20。
- 各位の和(数字和)が2となる最小の数である。次は11。
  - 各位の和が2になる数で素数になる最小の数である。次は11。(オンライン整数列大辞典の数列 A003021)
- 各位の平方和が4になる最小の数である。次は20。(オンライン整数列大辞典の数列 A003132)
  - 各位の平方和が n になる最小の数である。1つ前の3は111、次の5は12。(オンライン整数列大辞典の数列 A055016)
- 各位の立方和が8になる最小の数である。次は20。(オンライン整数列大辞典の数列 A055012)
  - 各位の立方和が n になる最小の数である。1つ前の7は1111111、次の9は12。(オンライン整数列大辞典の数列 A165370)
- 各位の積が2になる最小の数である。次は12。(オンライン整数列大辞典の数列 A199986)
  - 各位の積が2になる数で最小の素数である。次は211。(オンライン整数列大辞典の数列 A107612)
- 異なる平方数の和で表せない31個の数の中で最小の数である。次は3。
- 以下のような無限多重根号の式で表せる。
{\displaystyle 2={\sqrt {2+{\sqrt {2+{\sqrt {2+{\sqrt {2+\cdots }}}}}}}}} , {\displaystyle 2={\sqrt {6-{\sqrt {6-{\sqrt {6-{\sqrt {6-\cdots }}}}}}}}}
{\displaystyle 2={\sqrt[{3}]{6+{\sqrt[{3}]{6+{\sqrt[{3}]{6+{\sqrt[{3}]{6+\cdots }}}}}}}}} , {\displaystyle 2={\sqrt[{3}]{10-{\sqrt[{3}]{10-{\sqrt[{3}]{10-{\sqrt[{3}]{10-\cdots }}}}}}}}}

| 2 | 23 | 24 | 25 | 26 | 27  | 28  | 29  | 210   | 211   | 212   | 213   | 214    | 215    | 216    | 217     | 218     | 219     | 220       |
| 4 | 8  | 16 | 32 | 64 | 128 | 256 | 512 | 1,024 | 2,048 | 4,096 | 8,192 | 16,384 | 32,768 | 65,536 | 131,072 | 262,144 | 524,288 | 1,048,576 |

| {\displaystyle 2^{21}} | 222       | 223       | 224        | 225        | 226        | 227         | 228         | 229         |
| 2,097,152              | 4,194,304 | 8,388,608 | 16,777,216 | 33,554,432 | 67,108,864 | 134,217,728 | 268,435,456 | 536,870,916 |

## その他 2 に関すること
- 様々な物事を2つの極に集める傾向が強くなることを、「二極集中」と言う。
- 「二者択一」とは2つの物事に対して、いずれか一方を選択することを言う。

- 2 は、核物理学において、8, 20, 28, 50, 82, 126 と共に、原子核中の陽子、もしくは、中性子の数がこれらの数である場合、その原子核は安定しやすくなる、魔法数の一つとして知られている。
- 整数において、2 で割り切るものは偶数とする。

### 言語・表記
- 和語系数詞の「ふた」は本来単独で用いることができず、「ふた-つ（2つ）」「ふた-り（2人）」「ふた-くみ（2組）」などのように接尾辞（助数詞）を伴って用いられる。ただし、発音上で他の数と紛らわしさを避けるために特に「ふたじゅうふた (22)」、「フタフタマルマル (22:00)」などと呼ぶことがある。
- 英語圏では、2 (two) の発音が“to”と同じであることから、“to”の意味で 2 と表記することがある。
例：“Peer to Peer”→“P2P”
- 花札を用いて行われるゲームの1つおいちょかぶでは、2 を「ニゾウ」と呼ぶ。
- 2の接頭辞：bi（拉）、di、dy（希）
  - bicycle（二輪車）、biennale（ビエンナーレ、2年に1回）、dioxide（二酸化物）、dyad（対、ペア）、など。化学分野の接頭辞「ディ（ジ）」。
- 2倍、2重のことをダブル (double)、1/2 をハーフ (half) という。
- 二人組をデュオ、二重奏をデュエットという。
- 通常の視力検査では、測ることのできる最大の視力は 2.0 である。

### 2の付く言葉
- 2 は対立や背反の意味を伴うことが多い。例：「二者」「二分化」「二股」
- 二頭政治 (diarchy)：2者の最高権力者から成る政治形態である。
- “○○2.0”という使い方で、「次世代の○○」のような意味に使われることがある。→Web 2.0
- 日本では双生児のことを、俗に二子・双子（ふたご）と呼んでいる。ちなみに、ふたご座という星座も存在する。
- 麻雀の和了役（あがり役）に二盃口という役が存在する。また、ローカルルールに二翻縛り、昭和ルールとして2翻付け足して公式の翻数とする「バンバン」ルールが存在する。
- 二線路
- 二人三脚
- 二次創作
- 二次災害
- 第二次世界大戦
- ことわざ・四字熟語
  - 一石二鳥
  - 二者択一
  - 二兎を追う者は一兎をも得ず
  - 天は二物を与えず

### 第2のもの
- 西暦2年
- 紀元前2年
- 原子番号 2 の元素はヘリウム (He) である。
- 年始から数えて2日目は1月2日。
- 太陽系第2惑星は金星である。太陽に近い順に数えて2番目の惑星でもある。
- タロットの大アルカナでIIは女教皇。
- 易占の六十四卦で第2番目の卦は、坤為地。
- 第2代天皇は綏靖天皇とされる。
- 2番目の元号は白雉である。
- 日本の2代目の内閣総理大臣は、黒田清隆。
- 大相撲の第2代横綱は綾川五郎次である。
- 第2代殷王は外丙である。
- 第2代周王は成王である。
- 第2代ローマ教皇はリヌス（在位:66年? - 78年?）である。
- 日本で2番目に開局した地上波テレビ局はラジオ東京テレビジョン（KRTテレビ）であり、現在の TBSテレビである。
- 第2代アメリカ合衆国大統領は、ジョン・アダムズである。
- クルアーンにおける第2番目のスーラは雌牛である。全スーラ中、最長の287節を持つ。
- 五十音順における2番目は「い」である。
- 英語のアルファベット順における2番目はBである。
- PlayStation 2はソニーコンピュータエンタテインメントが製造するPlayStationの後継ゲーム機。
- Nintendo Switch 2は任天堂が製造するNintendo Switchの後継ゲーム機。

### 番号
- 野球で守備番号 2 番は捕手。
  - これに因み、背番号を2にする捕手（元阪神タイガースの城島健司など）も存在する。
- サッカーの背番号 2 番は、右サイドバック（RSB）が付けることが多い。
- 自動車で、普通自動車のうち11人以上乗れる車（主にバス）のナンバープレートの分類番号の上1桁には2が付けられる（2ナンバーともいう）。
- 自動車のナンバープレートの希望番号制で「・・・2」は、かつて抽選対象の番号だったが、2001年1月4日に抽選対象から外された。なお、軽自動車については、2005年の分類番号3桁化開始当初から抽選不要であるため、一般払い出しにおける各平仮名の最初の番号となっている。
- NHK教育テレビの地上デジタル放送のリモコンキーIDは日本全国共通で 2。BSデジタルの ID2(BS102) は、かつてはBS2で、NHK BS1 のマルチ編成休止中は ID1(BS101) と同内容。NHK BS8KのリモコンキーIDも 2。
- 秋田県鹿角市、長野県北信・東信・松本盆地、福井県小浜市、近畿2府4県、岡山県津山市、愛媛県東予地方、沖縄本島のNHK総合テレビおよび KBCテレビの北九州中継局の VHFアナログテレビは2ch（上記各局はリモコンキーIDが全て1）。秋田県秋田平野、福島県中通り、静岡県静岡市、岐阜県高山市、愛媛県松山平野、熊本県熊本平野等は NHK教育テレビのアナログテレビも 2ch。
- JIS X 0401、ISO 3166-2:JPの都道府県コードの「02」は青森県。

### 固有名詞
- マツダ・2（旧日本名・デミオ）
- トヨタ・マークII
- 2 (小説) - 野﨑まどの小説の題名。
- 2 ((G)I-DLEのアルバム)
- II (林部智史のアルバム) - 林部智史のアルバム名。読みはセカンド。

## 2個1組の概念
- 0 と 1（二進法）
- 有と無
- 開と閉（門扉）
- 白と黒
- 善と悪
- 生と死
- 表と裏（方位）
- 陰と陽
- 正と負
- 男と女（ヒトの性別）
- 雄と雌（動植物の性別）
- 大と小
- 勝と敗
- 前と後
- 右と左
- 上と下
- 内と外
- 静と動
- 与党と野党（政治界の与野党）
- 天と地
- 偶数と奇数（丁と半、数的概念）
- 月と日
- 月と星
- 金と銀
- 受動と能動
- 北と南
  - N極とS極
  - 北極と南極
- 物と事
- 売と買
- 成功と失敗
- 衆議院と参議院（日本での二院制）
- 新と旧
- 文と武。両立することを「文武両道」と言う。現代では勉学とスポーツを両立させること。
- 若と老

## 符号位置
| 記号 | Unicode | JIS X 0213 | 文字参照            | 名称                                          |
| ---- | ------- | ---------- | ------------------- | --------------------------------------------- |
| 2    | U+0032  | 1-3-17     | &#x32; &#50;        | DIGIT TWO                                     |
| ２   | U+FF12  | 1-3-17     | &#xFF12; &#65298;   | FULLWIDTH DIGIT TWO                           |
| ²    | U+00B2  | 1-9-16     | &#xB2; &#178;       | SUPERSCRIPT TWO                               |
| ₂    | U+2082  | -          | &#x2082; &#8322;    | SUBSCRIPT TWO                                 |
| ৵    | U+09F5  | -          | &#x9F5; &#2549;     | BENGALI CURRENCY NUMERATOR TWO                |
| ༫    | U+0F2B  | -          | &#xF2B; &#3883;     | TIBETAN DIGIT HALF TWO                        |
| ፪    | U+136A  | -          | &#x136A; &#4970;    | ETHIOPIC DIGIT TWO                            |
| Ⅱ    | U+2161  | 1-13-22    | &#x2161; &#8545;    | ROMAN NUMERAL TWO                             |
| ⅱ    | U+2171  | 1-12-22    | &#x2171; &#8561;    | SMALL ROMAN NUMERAL TWO                       |
| ②    | U+2461  | 1-13-2     | &#x2461; &#9313;    | CIRCLED DIGIT TWO                             |
| ⑵    | U+2475  | -          | &#x2475; &#9333;    | PARENTHESIZED DIGIT TWO                       |
| ⒉    | U+2489  | -          | &#x2489; &#9353;    | DIGIT TWO FULL STOP                           |
| ⓶    | U+24F6  | 1-6-59     | &#x24F6; &#9462;    | DOUBLE CIRCLED DIGIT TWO                      |
| ❷    | U+2777  | 1-12-2     | &#x2777; &#10103;   | DINGBAT NEGATIVE CIRCLED DIGIT TWO            |
| ➁    | U+2781  | -          | &#x2781; &#10113;   | DINGBAT CIRCLED SANS-SERIF DIGIT TWO          |
| ➋    | U+278B  | -          | &#x278B; &#10123;   | DINGBAT NEGATIVE CIRCLED SANS-SERIF DIGIT TWO |
| ㆓   | U+3193  | -          | &#x3193; &#12691;   | IDEOGRAPHIC ANNOTATION TWO MARK               |
| ㈡   | U+3221  | -          | &#x3221; &#12833;   | PARENTHESIZED IDEOGRAPH TWO                   |
| ㊁   | U+3281  | -          | &#x3281; &#12929;   | CIRCLED IDEOGRAPH TWO                         |
| 二   | U+4E8C  | 1-38-83    | &#x4E8C; &#20108;   | CJK Ideograph, number two                     |
| 弍   | U+5F0D  | 1-48-17    | &#x5F0D; &#24333;   | CJK Ideograph, number two                     |
| 弐   | U+5F10  | 1-38-85    | &#x5F10; &#24336;   | CJK Ideograph, number two                     |
| 貮   | U+8CAE  | 1-76-41    | &#x8CAE; &#36014;   | CJK Ideograph, number two                     |
| 貳   | U+8CB3  | 1-76-40    | &#x8CB3; &#36019;   | CJK Ideograph, number two                     |
| 𐄈    | U+10108 | -          | &#x10108; &#65800;  | AEGEAN NUMBER TWO                             |
| 𐡙    | U+10859 | -          | &#x10859; &#67673;  | IMPERIAL ARAMAIC NUMBER TWO                   |
| 𐤗    | U+10917 | -          | &#x10917; &#67863;  | PHOENICIAN NUMBER TWO                         |
| 𐩁    | U+10A41 | -          | &#x10A41; &#68161;  | KHAROSHTHI DIGIT TWO                          |
| 𐩾    | U+10A7E | -          | &#x10A7E; &#68222;  | OLD SOUTH ARABIAN NUMBER TWO                  |
| 𐭙    | U+10B59 | -          | &#x10B59; &#68441;  | INSCRIPTIONAL PARTHIAN NUMBER TWO             |
| 𐹡    | U+10E61 | -          | &#x10E61; &#69217;  | RUMI DIGIT TWO                                |
| 𝍡    | U+1D361 | -          | &#x1D361; &#119649; | COUNTING ROD UNIT DIGIT TWO                   |
| 🄃︎    | U+1F103 | -          | &#x1F103; &#127235; | DIGIT TWO COMMA                               |
| 𝟚    | U+1D7DA | -          | &#x1D7DA; &#120794; | MATHEMATICAL DOUBLE-STRUCK DIGIT TWO          |
| 𝟸    | U+1D7F8 | -          | &#x1D7F8; &#120824; | MATHEMATICAL MONOSPACE DIGIT TWO              |
| 𝟐    | U+1D7D0 | -          | &#x1D7D0; &#120784; | MATHEMATICAL BOLD DIGIT TWO                   |
| 𝟤    | U+1D7E4 | -          | &#x1D7E4; &#120804; | MATHEMATICAL SANS-SERIF DIGIT TWO             |
| 𝟮    | U+1D7EE | -          | &#x1D7EE; &#120814; | MATHEMATICAL SANS-SERIF BOLD DIGIT TWO        |

## 他の表現法
| モールス符号 |
| ・・－－－   |

|        |          | ⠃    |
| 信号旗 | 手旗信号 | 点字 |

### 漢数字
- 片仮名の「ニ」に酷似する。
- Unicode康煕部首 (Unicode Kangxi Radicals) の「⼆」（U+2F06; 二部）に酷似する。

| (0)                            | 1  | 2  | 3  | 4  | 5  | 6  | 7  | 8  | 9  |
| 10                             | 11 | 12 | 13 | 14 | 15 | 16 | 17 | 18 | 19 |
| 20                             | 21 | 22 | 23 | 24 | 25 | 26 | 27 | 28 | 29 |
| 30                             | 31 | 32 | 33 | 34 | 35 | 36 | 37 | 38 | 39 |
| 40                             | 41 | 42 | 43 | 44 | 45 | 46 | 47 | 48 | 49 |
| 50                             | 51 | 52 | 53 | 54 | 55 | 56 | 57 | 58 | 59 |
| 60                             | 61 | 62 | 63 | 64 | 65 | 66 | 67 | 68 | 69 |
| 70                             | 71 | 72 | 73 | 74 | 75 | 76 | 77 | 78 | 79 |
| 80                             | 81 | 82 | 83 | 84 | 85 | 86 | 87 | 88 | 89 |
| 90                             | 91 | 92 | 93 | 94 | 95 | 96 | 97 | 98 | 99 |
| - 太字で表した数は素数である。 |    |    |    |    |    |    |    |    |    |